# Jerzyska-Gajówka
Jerzyska-Gajówka – osada leśna w Polsce położona w województwie mazowieckim, w powiecie węgrowskim, w gminie Łochów.